# 奈良華族
奈良華族（ならかぞく）は、奈良・興福寺の塔頭の僧職にあった公家の子弟出身の僧侶のうち、明治維新後に勅令により復飾（還俗）し、公家社会に復帰して華族となった人々の総称。26家ある。いずれも明治17年（1884年）7月8日の華族令の施行とともに男爵が授爵された。
維新後新たに公家となり華族に列して男爵を授かった家は、この奈良華族以外にも十数家ある。そのほとんどが既存の堂上家からの分家によるものであるが、このうちの3家は幕末まで興福寺以外の寺院の僧職にあった公家の子弟出身の僧侶が復飾したもので、その成立過程には奈良華族のそれと本質的に類似した経緯がある。そこで本項では別節を立てこの3家についても紹介する。

## 解説
明治維新後、奈良興福寺の公家出身の僧侶26名が、勅命により還俗することになった。新政府は彼らをそれぞれを独立した生計を営む新規の堂上格の公家として処遇し、明治2年（1869年）に華族制度が始まると彼らも華族に組入れた。これが奈良華族である。
当初はこれら26家のうち、藤原氏出自の22家と他氏出自の4家の間にはその待遇において微妙な差があった。藤原系の22名は復飾すると、すぐに彼らの氏神であり興福寺と習合されていた春日大社の神官に転じることができたので、しばらくはそのまま奈良に留まり落ち着いていた。やがて新政府より彼らすべてをそれぞれの実家からは独立した別家扱いとする旨の通知を受け、明治2年（1869年）旧暦3月6日には正式に堂上格の公家として認められ、明治8年（1875年）3月23日に華族に列した。これに対して藤原氏の出自ではなかった梶野・小松（ともに桓武平氏）・西五辻（宇多源氏）・南岩倉（村上源氏）の4名は、復飾後いったん京都の実家の元に戻らざるを得ず、そこでまず一代限りの堂上格として認められ、明治2年旧暦12月19日から終身華族（一代華族）として処遇された後、藤原系の諸家から1年2か月遅れの明治9年（1876年）5月31日に晴れて永世華族に列していた。
しかし差がついたのはそこまでで、その後は奈良華族26家のうち24家が明治17年（1884年）7月8日に一律に男爵に叙爵されている。小松家と芝亭家の叙爵が翌明治18年（1885年）5月2日にずれ込んだのは、華族令が施行された当時、前者は当主が女性だったこと、後者は当主が幼少だったことによるものとみられる。なお堂上華族はそれぞれ爵位決定の内規により、摂家が公爵、清華家が侯爵、大臣家が伯爵、羽林家・名家・半家のうち中納言在任中に直接大納言に昇進した例のある家が伯爵、それ以外の家が子爵に叙爵されることになっていたが、堂上格とはいえ家としての実績や家格を欠く奈良華族はいずれも「一新後新たに家を興したる者」の内規により男爵の叙爵となった。
明治年間に5家が爵位を返上している（河辺・鷺原・竹園・長尾・松林）。

## 奈良華族（26家）
| 家                       | 僧職                        | 出自／家祖                | 門流                                        | 家格                         | 爵位 | 続柄／授爵者                    | 備考                                               |
| ------------------------ | --------------------------- | ------------------------- | ------------------------------------------- | ---------------------------- | ---- | ------------------------------- | -------------------------------------------------- |
| あわたぐち 粟田口 家     | 興福寺 塔頭 養賢院 院家     | 葉室顕孝 六男 粟田口定孝  | 藤原北家勧修寺流 葉室庶流                   | 堂上格 ↓ 永世華族            | 男爵 | 初代 粟田口定孝                 |                                                    |
| いまその 今園 家         | 興福寺 塔頭 聖賢院 院家     | 芝山国典 養子2 今園国映   | 藤原北家勧修寺流 芝山支流                   | 堂上格 ↓ 永世華族            | 男爵 | 初代 今園国映                   | 2実ハ坊城俊政 次男                                 |
| うずまさ 太秦 家         | 興福寺 塔頭 慈尊院 院家     | 桜井供秀 次男3 太秦供親   | 藤原北家水無瀬一門 桜井支流                 | 堂上格 ↓ 永世華族            | 男爵 | 初代供親 養子4 二代 太秦供康    | 3実ハ堀河康親 四男 4実ハ堀河親賀 三男              |
| かわべ 河辺 家           | 興福寺 塔頭 勧修坊 院家     | 油小路隆晃 三男 河辺隆次  | 藤原北家四条流 西大路庶流油小路庶流         | 堂上格 ↓ 永世華族            | 男爵 | 初代 河辺隆次                   | 明治30年（1897年）3月31日 爵位返上                 |
| きたおおじ 北大路 家     | 興福寺 塔頭 東北院 院家     | 阿野公誠 次男 北大路季敏  | 藤原北家閑院流 三条庶流滋野井庶流阿野庶流   | 堂上格 ↓ 永世華族            | 男爵 | 二代実慎 養子5 三代 北大路公久  | 5実ハ高松実村 三男                                 |
| きたかわはら 北河原 家   | 興福寺 塔頭 中蔵院 院家     | 四辻公績 四男 北河原公憲  | 藤原北家閑院流 西園寺庶流四辻庶流           | 堂上格 ↓ 永世華族            | 男爵 | 初代 北河原公憲                 |                                                    |
| さがら 相楽 家           | 興福寺 塔頭 慈門院 院家     | 富小路敬直 次男 相楽富直  | 藤原北家九条流 摂家二条庶流富小路庶流       | 堂上格 ↓ 永世華族            | 男爵 | 初代富直 嫡男 二代 相楽綱直     | 昭和18年（1943年）10月8日 無嗣断絶                 |
| さぎはら 鷺原 家         | 興福寺 塔頭 恵海院 院家     | 甘露寺勝長 四男 鷺原量長  | 藤原北家勧修寺流 甘露寺庶流                 | 堂上格 ↓ 永世華族            | 男爵 | 初代 鷺原量長                   | 明治21年（1888年）5月10日 爵位返上                 |
| しかぞの 鹿園 家         | 興福寺 塔頭 喜多院 院家     | 三条実起 七男 鹿園空晁    | 藤原北家閑院流 三条庶流                     | 堂上格 ↓ 永世華族            | 男爵 | 初代空晁 養子6 二代 鹿園実博    | 6実ハ戸田忠綱 次男                                 |
| しばこうじ 芝小路 家     | 興福寺 塔頭 成身院 院家     | 芝山国豊 次男7 芝小路豊訓 | 藤原北家勧修寺流 芝山支流                   | 堂上格 ↓ 永世華族            | 男爵 | 初代豊訓 嫡男 二代 芝小路豊俊   | 7実ハ坊城俊明 七男                                 |
| しばてい 芝亭 家         | 興福寺 塔頭 龍雲院 院家     | 裏辻公愛 三男 芝亭実忠    | 藤原北家閑院流 正親町支流裏辻庶流           | 堂上格 ↓ 永世華族            | 男爵 | 初代実忠 嫡男 二代 芝亭愛古     | 叙爵は明治18年（1885年）5月2日                     |
| すぎたに 杉渓 家         | 興福寺 塔頭 妙徳院 院家     | 山科言縄 三男 杉渓言長    | 藤原北家四条流 山科支流                     | 堂上格 ↓ 永世華族            | 男爵 | 初代 杉渓言長                   |                                                    |
| たけぞの 竹園 家         | 興福寺 塔頭 宝掌院 院家     | 甘露寺愛長 次男 竹園用長  | 藤原北家勧修寺流 甘露寺支流                 | 堂上格 ↓ 永世華族            | 男爵 | 初代用長 嫡男 二代 竹園康長     | 明治32年（1899年）8月14日 爵位返上                 |
| ながお 長尾 家           | 興福寺 塔頭 惣珠院 院家     | 勧修寺顕彰 四男 長尾顕慎  | 藤原北家勧修寺流 勧修寺支流                 | 堂上格 ↓ 永世華族            | 男爵 | 初代 長尾顕慎                   | 明治20年（1887年）1月13日 爵位返上                 |
| なかがわ 中川 家         | 興福寺 塔頭 五大院 院家     | 甘露寺愛長 五男 中川興長  | 藤原北家勧修寺流 甘露寺庶流                 | 堂上格 ↓ 永世華族            | 男爵 | 初代 中川興長                   |                                                    |
| ふじえ 藤枝 家           | 興福寺 塔頭 清浄院 院家     | 飛鳥井雅典 次男 藤枝雅之  | 藤原北家花山院流 難波庶流飛鳥井庶流         | 堂上格 ↓ 永世華族            | 男爵 | 初代 藤枝雅之                   |                                                    |
| ふじおおじ 藤大路 家     | 興福寺 塔頭 延寿院 院家     | 堀河康親 三男 藤大路納親  | 藤原北家長良流 高倉一門堀河庶流             | 堂上格 ↓ 永世華族            | 男爵 | 初代 藤大路納親                 |                                                    |
| ほづみ 穂穙 家           | 興福寺 塔頭 玉林院 院家     | 坊城俊明 三男 穂穙俊弘    | 藤原北家勧修寺流 芝山支流坊城庶流           | 堂上格 ↓ 永世華族            | 男爵 | 初代俊弘 婿養子8 二代 穂穙俊香  | 8実ハ山本実政 三男                                 |
| まつぞの 松園 家         | 興福寺 塔頭 大乗院 門跡     | 二条治孝 十九男 松園隆温  | 藤原北家九条流 摂家二条庶流                 | 堂上格 ↓ 永世華族            | 男爵 | 初代隆温 養子1 二代 松園尚嘉    | 1実ハ九条尚忠 三男                                 |
| まつばやし 松林 家       | 興福寺 塔頭 松林院 院家     | 上冷泉為則 五男 松林為成  | 藤原北家御子左嫡流 冷泉一門                 | 堂上格 ↓ 永世華族            | 男爵 | 初代為成 嫡男 二代 松林為美     | 明治29年（1896年）12月21日 爵位返上                |
| みなみ 南 家             | 興福寺 塔頭 修南院 院家     | 広橋伊光 八男9 南光度     | 藤原北家日野庶流 広橋支流                   | 堂上格 ↓ 永世華族            | 男爵 | 初代光度 養子10 二代 南光利     | 9実ハ豊岡和資 次男 10実ハ竹屋光昭 四男             |
| みやがわ 水谷川 家       | 興福寺 塔頭 一乗院 門跡法嗣 | 近衛忠熈 八男 水谷川忠起  | 藤原北家近衛流 摂家近衛庶流                 | 堂上格 ↓ 永世華族            | 男爵 | 初代 水谷川忠起                 |                                                    |
| かじの 梶野 家           | 興福寺 塔頭 無量寿院 院家   | 石井行弘 次男 梶野行篤    | 桓武平氏高棟王流 西洞院庶流平松庶流石井支族 | 堂上格 ↓ 終身華族 ↓ 永世華族 | 男爵 | 初代 梶野行篤                   |                                                    |
| こまつ 小松 家           | 興福寺 塔頭 不動院 院家     | 石井行弘 三男 小松行敏    | 桓武平氏高棟王流 西洞院庶流平松庶流石井分家 | 堂上格 ↓ 終身華族 ↓ 永世華族 | 男爵 | 初代行敏 婿養子11 二代 小松行正 | 11実ハ平松時言 八男 叙爵は明治18年（1885年）5月2日 |
| にしいつつじ 西五辻 家   | 興福寺 塔頭 明王院 院家     | 五辻高仲 三男 西五辻文仲  | 宇多源氏五辻庶流                            | 堂上格 ↓ 終身華族 ↓ 永世華族 | 男爵 | 初代 西五辻文仲                 |                                                    |
| みなみいわくら 南岩倉 家 | 興福寺 塔頭 正知院 院家     | 岩倉具視 長男 南岩倉具義  | 村上源氏久我庶流 岩倉家分家                 | 堂上格 ↓ 終身華族 ↓ 永世華族 | 男爵 | 初代具義 養嗣子 二代 南岩倉具威 |                                                    |

## 僧職から維新後復飾して公家となり男爵となったその他の家（3家）
いずれも明治17年（1884年）7月8日に一律に男爵に叙爵されている。
| 家                     | 僧職                             | 出自／家祖                  | 門流                              | 家格              | 爵位 | 続柄／授爵者                  | 備考 |
| ---------------------- | -------------------------------- | --------------------------- | --------------------------------- | ----------------- | ---- | ----------------------------- | --- |
| たままつ 玉松 家       | 醍醐寺 塔頭 無量寿院 院家12      | 山本公弘 次男 玉松真弘 (操) | 藤原北家閑院流 西園寺庶流阿野支流 | 堂上格 ↓ 永世華族 | 男爵 | 初代真弘 養子13 二代 玉松真幸 | 12真弘の還俗は天保10年（1839年）に遡る 13実ハ山本実政 次男 明治2年（1869年）堂上格 同年旧暦6月17日 永世華族 |
| にしたかつじ 西高辻 家 | 太宰府安楽寺天満宮 延寿王院 別当 | 高辻以長 四男 西高辻信厳    | 菅原氏嫡流 高辻家分家             | 堂上格 ↓ 永世華族 | 男爵 | 初代 西高辻信厳               | 明治元年（1868年）堂上格 明治15年（1882年）永世華族                                                         |
| にゃくおうじ 若王子 家 | 聖護院 塔頭 若王子 院家          | 山科言知 次男 若王子遠文    | 藤原北家四条流 山科支流           | 堂上格 ↓ 永世華族 | 男爵 | 初代 若王子遠文               | 明治2年（1869年）堂上格 同年旧暦6月17日 永世華族                                                            |